# サンコート桃花台

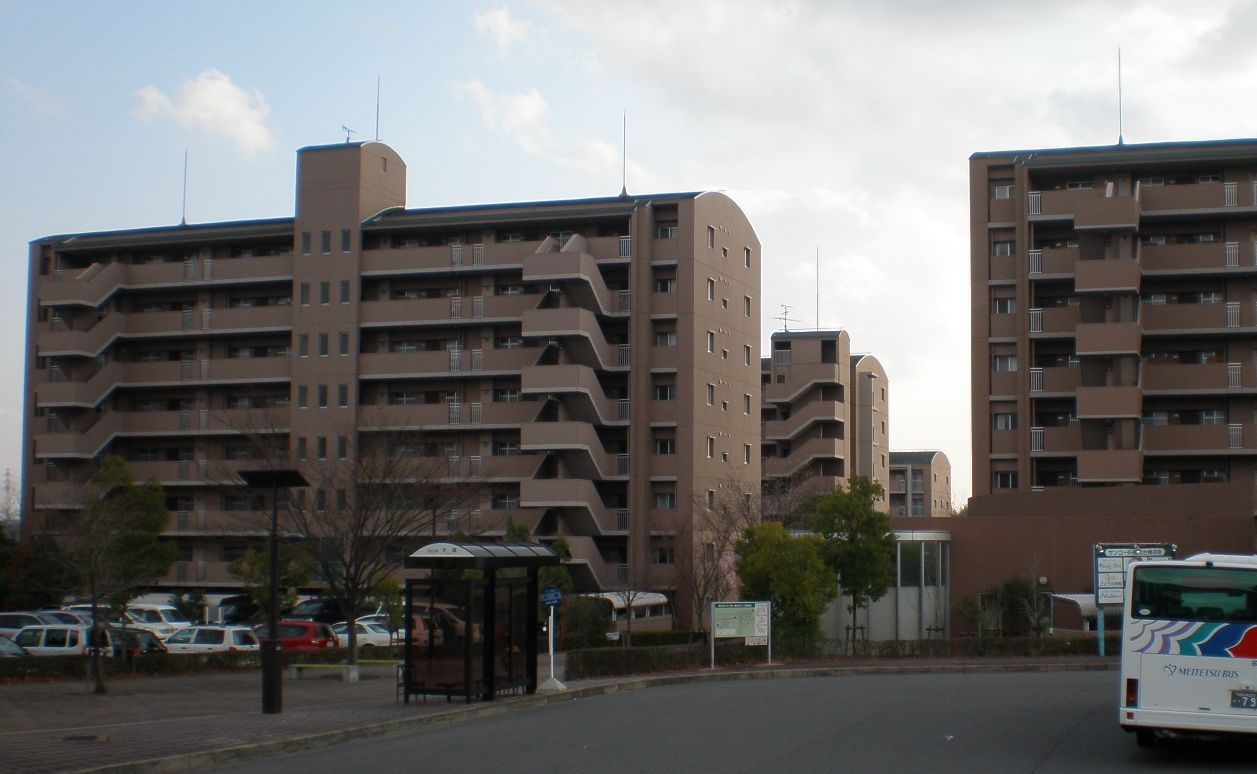
サンコート桃花台

サンコート桃花台（サンコートとうかだい）は、愛知県小牧市の桃花台ニュータウン内にある賃貸マンション。愛知県住宅供給公社が管理している特定優良賃貸住宅である。建物の一部が商業施設となっているため、その商業部分の名称でもある。建物は全部で4棟ある。商業部分は1階に小牧大城郵便局があるほか、パン屋兼喫茶店や小児科など、複数の店舗がある。2階には理髪店や美容室、学習塾がある。

## 所在地
愛知県小牧市城山3丁目

## 交通手段
- ピーチバスおよび桃花台バスの大城停留所下車。
- 名鉄バスの春日井・桃花台線および都市間高速バス桃花台線の桃花台東停留所（旧・桃花台東駅前ロータリー）下車。
- 名鉄バスの高蔵寺・桃花台線の桃花台東停留所（愛知県道195号荒井大草線沿い）下車、徒歩数分。
- 桃花台バスの桃花台東停留所下車、徒歩数分。